# バロン吉元
バロン 吉元（バロン よしもと、1940年〈昭和15年〉11月11日 -）は、日本の漫画家、画家。本名、吉元 正（よしもとただし）。
1960〜1970年代にかけて巻き起こった劇画ブームの全盛期を築いた漫画家のひとり。
代表作に『柔俠伝』シリーズ、『どん亀野郎』、『黒い鷲』、『賭博師たち』など。
満洲奉天市（現・中華人民共和国瀋陽市）生まれ、鹿児島県指宿市育ち。
鹿児島県立指宿高等学校卒業後、武蔵野美術大学西洋画科へ入学。柔道は黒帯を保有。
公益社団法人日本漫画家協会理事。2005年から2012年までは大阪芸術大学キャラクター造形学科にて教授を務めた。妻は日劇ミュージックホールでトップダンサーとして活躍し、2022年には第25回岡本太郎現代芸術賞で岡本太郎賞を受賞した、刺繍家・吉元れい花。

## 来歴

### 生い立ち
1940年（昭和15年）11月11日、満州国奉天（現：中華人民共和国遼寧省瀋陽市）に、日満商事で働く父・慶治と母・エミの間に生まれる。転勤が多く、そのたびに列車に乗って宿舎から宿舎へ移り住む幼少期を過ごす。汽車による移動が多く、描いた絵のうち、一番古い記憶に残っているのは南満洲鉄道の機関車の絵。裕福な暮らしの中で育ち、父親が大切にしていた拳銃をこっそり抱いて寝た思い出がある。
1945年（昭和20年）、同地で終戦を迎えるも、父親が銃火器隠匿の容疑により当局に逮捕されたことで逃げ遅れる。捜査の途中、あと少しで取り残される間一髪のタイミングで、父親の友人たちに助けられ一家揃って貨車に乗り込む。しかし石炭を運ぶような天蓋のない車両の中で、かぼちゃに穴が空くくらいの大きな雹が降り注ぎ、乗客同士で毛布を広げ身を守りながら、なんとか大連市まで行き着く。
大連で引き揚げ船に乗船するも、船底に詰め込まれ、酸欠状態と栄養失調の中で階段から落ち頭を強打。意識の朦朧とする中で日本へ帰国。両親の故郷である鹿児島県の指宿市に住むことになった。。
指宿市立丹波小学校へ進学すると貸本屋の息子と仲良くなり、既に漫画を描く帳面を作っていた彼に刺激され、自身も漫画を描き始める。当時の映画スターや、『冒険ダン吉』『蛸の八ちゃん』などをはじめとした人気漫画のキャラクターの似顔絵を描くのが精一杯で、漫画家になれるどころか、なろうという気すら無かった。
友人たちとの遊びに加え、農業、林業、漁業、温泉宿、よろず屋と5つの商売をしていた家業の手伝いに明け暮れ、指宿市立南指宿中学校への進学後は3年生になるまで、高校進学には受験が必須であることを知らなかった。とはいえ、温泉宿では、テキ屋、大道芸人、ガマの油売り、占い師、訳アリのカップルなど多様な背景をもつ大人との交流が日常的に行われ、時には大人の世界の厳しさも教えられていたことから、自身にも高校へ進学する意思はなかった。
しかし両親の意向もあって急遽試験勉強を始め、木材工芸科のある鹿児島県立指宿高等学校へ進学。バロンは中退の希望と横浜の造船所で働きたい旨を両親に伝えていたが、ある日、武蔵野美術大学と日本大学芸術学部へ入学した2人の先輩が両親を訪ね、高校卒業後はバロンを美術大学へ進学させるよう説得。それをきっかけに、バロン自身も「挿絵画家だったらなれるかもしれない」と思い始め、美術部へ入部。富岡鉄斎やミケランジェロの画集をよく図書室で広げていた。

### 上京・漫画家デビュー
1959年（昭和34年）、武蔵野美術大学西洋画科へ入学。入試時の面接官は当時武蔵美で教職に就いていた画家の麻生三郎が担当した。
多くの教員が抽象画に傾倒する中、なかなか関心を持つことができなかったバロンだったが、一方、時期を同じくして漫画界では辰巳ヨシヒロやさいとう・たかをらが中心となった劇画工房が結成され、新たな漫画表現「劇画」が誕生。様々な貸本投稿誌において新人漫画家を募集をしていたこともあり、バロンも同世代が描いた劇画に激しく触発され、オリジナルの作品を描いて応募。同年、『街』（セントラル文庫刊）に投稿した『ほしいなあ』が入選、新人特別賞を受賞したことで、漫画家デビュー。初めての原稿料をもらいに出版社へ行ったところ、同い年の男性も原稿料をもらいに来ており、さいとう・たかをの元へこれから遊びに行くことを伝えられ、バロンも同行。（男性は後にさいとう・プロダクションにて石川フミヤスと共にチーフアシスタントとして活躍した武本サブロー）当時のさいとうプロはアシスタントの募集はしていなかったが、この体験を機にバロンは劇画の世界へ飛び込むことを決意し、武蔵美を2年次の途中で中退する。

### 貸本時代
その後、当時の下宿先からほど近い場所でアシスタントを募集していた横山まさみちの元を訪ね、最初のアシスタントとなり、ストーリー作りを学ぶ。既に漫画家として作品を発表していた谷間夢路（当時のペンネームは″鬼童譲二″）や、後にアニメーターとして活躍する荒木伸吾、漫画家の小畑しゅんじ、たがわ靖之らも続いて横山プロダクションに入門した。アクションやSF、青春物などの貸本漫画を本名「吉元正」の名義で発表し、貸本業界に活動の場を広げた。
並行して、画力向上のためセツ・モードセミナーへ入学。長沢節、穂積和夫などファッション・イラストレーターから絵を学ぶ。また、かつて銀座に存在した洋書店「イエナ書店」へ行っては、海外作家の画集やアメリカン・コミックス、バンド・デシネにおけるリアル志向の描写から大きな刺激を受けていた。

### 雑誌デビュー
横山プロダクションから独立後はアメコミタッチのアクション作品を大手出版社へ持ち込むも「もっと売れる絵柄でないと」と門前払いの対応が続く。そのような中、双葉社への持ち込み時に、当時「漫画ストーリー」の編集長を務めていた清水文人と出会う。「あ、これだ。16枚描いてこいよ」と即日採用が決まり、1967年（昭和42年）、「漫画ストーリー」5月13日号に掲載された読み切り『白い墓穴』で雑誌デビュー。
バロン吉元の名は、同年、同誌に掲載された読み切り『ベトコンの女豹』から使用。（本人曰く「編集部に勝手に付けられた名前」とのこと。詳しくは#エピソードを参照）
その後、1967年（昭和42年）に清水文人が初代編集長を務めるかたちで「漫画アクション」（双葉社）が創刊、モンキー・パンチと共に二大新人として売り出される。（表紙では、当時既に人気漫画家であった石森章太郎(後に石ノ森章太郎)や水木しげる、小島功らを差し置き、両氏の名前が大きく掲載された）
基本的に青年漫画のフィールドで時代劇、戦記、伝記、ギャンブル、SF等幅広い作品をこなす。一方で少年漫画誌にも活躍の場を持ち、「少年サンデー」にて、『黒い鷲』や『力童くん』を連載する。

### 代表作『柔俠伝』シリーズ
1970年（昭和55年）、大阪万博で始まり三島由紀夫の割腹自殺で終わった激動の年に開始され、以後10年間にわたり「漫画アクション」に連載。1970年代を代表するヒット作であり、明治から昭和を舞台とした親子4代に渡る大河マンガは幅広い世代に人気を博した。
詳細は柔侠伝シリーズを参照

### 連載終了と渡米
1980年、手塚治虫を筆頭に、モンキー・パンチや永井豪らと共に、日本のマンガのPRを目的としてサンディエゴ・コミコンを訪問。帰りの飛行機で隣になった手塚より、「アメリカに時々行く漫画家4〜5人で、1人1000万円ずつ出し合ってプール付きの豪邸を買わないか？」との提案を受ける。アメリカに拠点を持ち作品を発表することに強く賛同したバロンだったが、結局人が集まらず、計画は立ち消えに。しかし既にアメリカでの活動に期待を膨らませていたバロンは、ロサンゼルスにある、医者や弁護士などが多く住む「ドクターヒルズ」と呼ばれる場所、ランチョパロスベルデスに535坪・プール付きの家を購入。全ての連載を終わらせ、単身渡米する。
ニューヨークへ行き、マーベル・コミックから刊行された英雄コナンのコミカライズ本にて作品を発表。（日本人がマーベル・コミックで作品を発表したのはこれが初といわれる。）
スタン・リーの呼びかけもあり、その後もマーベルへ持ち込みを行うも、アメコミ調の作品ではなく、サムライのハラキリモノや、芸者の話、ヤクザの話を描いてほしいとの注文を受ける。世界的にジャパンバッシングの激しい時代だったこともあり、日常的に差別を感じていたバロンは反動的にオファーを断り、その後はペントハウス (雑誌)などへイラストの寄稿を行う。

### 帰国・絵画制作の開始
1985年（昭和60年）に帰国後は、漫画執筆と並行しながら絵画制作を開始。1990年前後からは、画家としての活動はバロン吉元の名を伏せるかたちで、″龍まんじ″の雅号を使い始めるが、展示をしたり作品を売るという考えは全くなかった。
2003年（平成13年）、文化庁指名により、第一回文化庁文化交流使としてスウェーデンに赴き、様々なレクチャーやイベントを通して、日本の漫画文化を伝える。。当時の教え子には、後に日本で漫画家としてデビューするオーサ・イェークストロムがいた。
その後、2005年（平成15年）には漫画原作者の小池一夫から、大阪芸術大学にキャラクター造形学科を立ち上げる話があり、教授として招聘される。以降、2013年まで後進育成と絵画制作に専念する。

### 近年
2015年（平成27年）、雅号をバロン吉元に統一し、現在に至るまで国内外で活動。
（詳しくは#主な展覧会を参照）
2017年（平成29年）には″バロン吉元″としての活動50周年を記念した画集『バロン吉元 画俠伝 ArtWork Archives』がリイド社より刊行、同じく漫画家である山田参助が編集を担当。
また、京都・高台寺において「バロン吉元 画俠展」が開催され、北書院における原画展の他、本堂・方丈では高台寺への奉納襖絵が公開された。
画業60周年を迎えた2019年（平成31年）には弥生美術館にて企画展「画業60年還暦祭 バロン吉元☆元年」が開催され、トークイベントにはあがた森魚、荒俣宏、鈴木敏夫、寺田克也、山田参助が登壇した。
2019年度第48回日本漫画家協会賞文部科学大臣賞を受賞。
2024年、画業65年目にして約20年ぶりとなる漫画連載『あゝ、荒野』（原作：寺山修司）をコミプレで開始。かつて小学館で担当編集をしていた白井勝也と再びタッグを組んでの連載となる。

## エピソード
- バロン吉元というペンネームは自身が考案したものではなく、双葉社の編集部により勝手につけられた名前。ある日、送られてきた「漫画ストーリー」を見ると、ペンネームがそれまで使用してきた本名の“吉元正”から“バロン吉元”に突如変わっていた。すぐに編集部へ怒鳴り込みに行ったバロンだったが、編集長の清水に「バロンとは男爵の意味で、日本で言うところの侍大将クラスなんだぞ。」と説き伏せられ、バロン滋野、バロン西、バロン薩摩など錚々たる先人たちの名前を口々に発する編集部員たちを前に、結果としてバロン吉元の名を受け入れることになる。ちなみに、バロンが却下された場合は、ドクロ吉元となる予定だった。同じ時期、のちに『ルパン三世』を生み出すモンキー・パンチも、本名の加藤一彦から清水によってペンネームを与えられている。バロンにとって、公私共に交流のあったモンキーは唯一の“同期”のような存在だと言う[22]。

- 『現代柔俠伝』執筆時、取材で大牟田を訪れた際に、当時高校生であった鴨川つばめと出会う。アシスタントになりたいと伝えた鴨川に対し、「高校を卒業したら来なさい」と約束し帰京したバロンだったが、鴨川は卒業を待たずして上京。以降、バロン吉元の元でデビュー時までアシスタントを務める[7]。

- 『柔俠伝』シリーズのヒロインの一人「茜」は、当時交流のあった女優の風吹ジュンがモデルとなっている。サントリーから発売されたマイルド・ウォッカ「樹氷」のコマーシャルに、「樹氷にしてねと、あの娘は言った。」のキャッチコピーと共に起用された[23][24][25]。

- 歌手あがた森魚が1974年に発表したアルバム、「噫無情（レ・ミゼラブル）」に収録されている「昭和柔侠伝の唄」（最后のダンス・ステップ）に登場する朝子という女性は、『柔俠伝』シリーズのヒロインの一人「朝子」がモデルとなっており、女優緑魔子がデュエットの相手を務めている[26]。

- 邦画・洋画問わず、映画作品への造詣が深いことから、映画誌『キネマ旬報』1976年5月上旬号より連載を開始。1978年3月上旬号まで『ハリウッド悪党伝』、4月上旬春の特別号から1980年5月上旬号まで『ギンマク悪党伝』、そして1980年6月上旬号から1981年5月上旬号まで『映画悪党伝』を執筆。これらの連載は、後に双葉社より出版された『映画悪党伝』にまとめられている。書中には、貸本時代よりバロン吉元のファンであった俳優松田優作との対談も掲載されている。バロン吉元はそれより前に、松田優作主演の日本テレビ系ドラマ『探偵物語』番組宣伝用ポスターも手がけており、また2002年2月に渋谷PARCOにて開催された「YUSAKU MATSUDA EXHIBITION 松田優作と現代のクリエイターたち[27]」には、宇川直宏、ナンシー関、リリー・フランキーらと共に、松田優作へのオマージュであるイラストレーションを展示した。

## 師匠
- 横山まさみち

## アシスタント出身者
- 鴨川つばめ
- 鞍馬しょう平
- 鷹匠政彦（セルジオ関）
- 笹沼傑嗣
- みやじま響
- もとのりゆき

## 主な漫画作品
- 柔侠伝シリーズ
  - 柔侠伝
  - 昭和柔侠伝
  - 現代柔侠伝
  - 男柔侠伝
  - 日本柔侠伝
  - 新柔侠伝
- 高校四年
- 十七歳
- 黒い鷲
- どん亀野郎
- 殴り屋
- 墜落王
- 賭博師たち
- 大学の親分
- 宮本武蔵 五輪書
- 親鸞
- 小さな巨人
- おれは竜
- 青春桜花の舞 石川啄木
- 4タロウ1ヒメ
- シャイニング（原作：安刀乱地巣）
- 陰獣（原作：江戸川乱歩）
- つばめがえし
- 三面大黒天
- 鬼童女
- コンビニ軍艦 コッテウシ
- 毒毒TATTOO
- 番犬 －ロードッグ－
- 山嵐
- 馬のカクテル
- 野球やくざ 死んでもともと
- 侍番外地
- 明けの明星
- まくれ!! 銀輪
- 弧拳 (Lone Fist)
- 500階のエチカ
- 西郷伝
- 墜落王
- アリスト（ス）テ（ン）レスとプラ（ンク）トン
- スネーキー・シャラー
- マーベリック 迷子の牛
- 名のない男シリーズ
- 飛騨の匠 谷口与鹿の章
- 劇画草紙シリーズ「仲裁人」（辰巳ヨシヒロ編集・限定50部）
- THE SAVAGE SWORD of CONAN（米・マーベル・コミックス発行）
- 徒然草（原作：吉田兼好）マンガ日本の古典 17巻 中央公論社
- あゝ、荒野（原作：寺山修司、『コミプレ-Comiplex-』2024年10月18日[28] - ）

## 主な展覧会
- 2000年 - 個展「GODPIA」（NY・ソーホー）
- 2001年 - 個展（京都造形芸術大学・芸術館）
- 2002年 - 「YUSAKU MATSUDA EXHIBITION 松田優作と現代のクリエイターたち」(渋谷PARCO）
- 2005年 - 個展「天女がいっぱい」（東京・銀座）
- 2006年 - 個展の三段跳び「天男がいっぱい」（ロイヤルサロンギンザ→大阪芸術大学→指宿市考古博物館時遊館COCCOはしむれ巡回展）
- 2007年 - 「原画展」（山中湖ふれあいアトリエ館）
  - 個展「幻視鏡」（彩鳳堂画廊）
  - 「バロン吉元原画展」（指宿市・COCCOはしむれ）
- 2008年 - 「キャラクターアート展」（大阪芸術大学）
- 2010年 - Japan Expo（フランス・パリ）
- 2011年 - 「龍まんじの世界展2011 キャラクターアートの未来」（彩鳳堂画廊）
- 2014年 - 「龍まんじ個展 キャラクターアートの世界展」（山脇ギャラリー・東京）
  - 「漫画家による仏の世界展」（増上寺・東京）
  - 「第１回キャラクターアート展」（山脇ギャラリー・東京）
- 2015年 - 「第２回キャラクターアート展」（山脇ギャラリー・東京）
- 2016年 - 「バロン吉元の脈脈脈」（トーキョーワンダーサイト本郷・東京）[29]
  - 「第3回キャラクターアート展」（山脇ギャラリー・東京）[30]
- 2017年 - 「バロン吉元／寺田克也 バッテラ[bateira]」（アツコバルー arts drinks talk・東京）[31]
  - 「バロン吉元 画俠展」（高台寺・京都）[32]
  - 「第4回キャラクターアート展」（山脇ギャラリー・東京）[33]
- 2018年 - 「バロン吉元／寺田克也 バッテラ[bateira]」（高台寺・京都）[34]
  - 「おきあがりこぼしプロジェクト 明治大学展」（明治大学米沢嘉博記念図書館・東京）[35]
  - 「第5回キャラクターアート展」（山脇ギャラリー・東京）[36]
- 2019年 - 「画業60年還暦祭 バロン吉元☆元年」（弥生美術館・東京）[37]
  - 「画業60年還暦祭 男爵」（銀座 蔦屋書店 アートウォール・東京）[38]
  - 「画業60年還暦祭 男爵芋煮会」（VOID・東京）[39]
  - 「第6回キャラクターアート展」（山脇ギャラリー・東京）[40]
- 2020年 - 個展「Baron Yoshimoto GEKIGACORE」（GR2 Gallery・LA）[41]
  - 「Rakugaki 2 - Sketches and Beyond」（GR2 Gallery・LA）[42]
  - 「幻獣神話展Ⅶ」（ゴールドサロン・東京）[43]
- 2021年 - 「バロン吉元／寺田克也 バッテラ[bateira]」（Wrong Gallery・台北）[44]
  - 「幻獣神話展Ⅷ」（ゴールドサロン・東京）[45]
  - 個展「バロン吉元と祇園吉うた展 GEKIGACORE」（吉うた・京都）[46]
- 2022年 - 個展「バロン吉元里帰り展」（指宿市市民会館・鹿児島）[47]
  - 「幻獣神話展Ⅸ」（ゴールドサロン・東京）[48]
- 2023年 - 「繍しく刺るな [utsukushikualuna]」（岡本太郎記念館・東京）[49]
  - 「幻獣神話展Ⅹ」（ゴールドサロン・東京）[50]
  - 「JAPAN EXPO23 出品 複製原画展」（スパンアートギャラリー・東京）[51]
- 2024年 - 「Rakugaki 6 - Sketches and Beyond」（GR2 Gallery・LA）[52]

## 出演

### 映画
- 電エースカオス（2023年12月22日、エクストリーム）[53]

## 「バロン吉元」関連書籍
- バロン吉元 画俠伝 Baron Yoshimoto ArtWork Archives （バロン吉元【著】山田参助【編】、リイド社）
  - 漫画家・山田参助の編集による、バロン吉元50周年を記念した画集本。
- 映画悪党伝（バロン吉元【著】、双葉社）
- 日本まんが 第弐巻「男が燃えた！泣いた！笑った！」 （荒俣宏【編著】、東海大学出版部）
  - さいとう・たかを、松本零士、平田弘史、バロン吉元、みなもと太郎へのインタビューが掲載
- 現代マンガ選集 侠気と肉体の時代（夏目房之介【編】、筑摩書房）
- 漫画原論（四方田犬彦【編】、筑摩書房）
- 大アンケートによる少年少女マンガ ベスト100（文藝春秋社） 30位に「柔侠伝」掲載
- 撮っておきのマンガ家達―時代が呼んだ顔 （斎藤 亮一【著】、モッツ出版）
- 20世紀エディトリアル・オデッセイ: 時代を創った雑誌たち（赤田 祐一【著】・ばるぼら【著】、誠文堂新光社）インタビュー掲載
- 美術の窓 2007年5月号 山下裕二の隠し球『龍まんじ（バロン吉元）マンガと美術の危うい関係』
- RAKU バロン吉元特集号（京都造形芸術大学発行）
  - 牧野圭一・山折哲雄両氏による寄稿とともに、絵画制作活動にまつわる本人のインタビューが掲載
- 現代マンガ図書館＜内記コレクション＞30周年記念メッセージ集
- 多羅尾伴内―七つの顔の男（関 貞三 【著】、林家木久扇【編】）対談・イラスト掲載
- 別冊宝島 このビデオを見ろ（宝島社）
- 大アンケートによる男優ベスト150（文藝春秋社）
  - 「蛍狩りと阪妻の日」掲載
- 映画100物語 日本映画篇〈1921―1995〉（読売新聞社）
- MOVIE STAR121 Videography Collection（徳間書店）ルトガー・ハウアー頁担当
- バロンピック マンガの祭典（バロンピック実行委員会）
- 邪しき者シリーズ（羽山信樹【著】、カドカワノベルズ）表紙絵・口絵・挿絵担当
- 吉田豪のレジェンド漫画家列伝（吉田豪【著】、白夜書房）
- ルーザーズ〜日本初の週刊青年誌の誕生〜（吉本浩二【著】、双葉社）